# Història dels Mossos d'Esquadra
La llarga història del cos de Mossos d'Esquadra, que es remunta a la seva fundació a principis del segle xviii, ha passat per moltes vicissituds. En un principi les Esquadres de Catalunya només eren escamots per perseguir les últimes resistències austriacistes i els bandolers (quan no eren una mateixa cosa). Foren abolits el 1868 i restablerts el 1876. Durant els anys de la segona república estigueren sempre al costat de la Generalitat, motiu pel qual la dictadura franquista els va abolir altre cop el 1939. Més tard, però, el 1950 la Diputació de Barcelona va crear un cos similar plenament adscrit al règim. Posteriorment amb el retorn de la democràcia i la Generalitat els Mossos retornaren a les ordres de les institucions catalanes el 1980 i foren reconvertits en una policia democràtica de naturalesa civil que des del 1994 fins ara s'ha anat ampliant fins a esdevenir la policia integral de Catalunya.

## Fundació
Els seus precedents es remunten al segle xviii com a escamots locals armats amb la finalitat de mantenir l'ordre públic en substitució de la institució catalana del sometent i per perseguir els reductes de miquelets partidaris de l'arxiduc Carles. Amb la mort del seu avi Lluís XIV de França just al final de la guerra de successió les aspiracions de Felip V d'Espanya a la corona de França el feren entrar en guerra amb Lluís XV de França, el successor legítim; en aquest context la resistència dels austriacistes catalans que encara no havien entregat les armes es va fer forta a les muntanyes i boscos del país (per exemple el coronel Carrasclet). Per aquest motiu Francesco Pio di Savoia, el capità general de Catalunya va crear el 21 d'abril de 1719 les Escuadras de Paisanos (trad. Esquadres de Vilatans) a cadascun dels nous corregiments sota les ordres de cada corregidor. Cada esquadra corregimental s'organitzava en diversos escamots; de fet el batlle de Valls Pere Anton Veciana era simplement un dels caps. Quan la guerra amb França es va acabar amb la pau de la Haia totes les esquadres foren dissoltes el juliol del 1721, a excepció de les Cardona i Valls, que el capità general va voler mantenir i reorganitzar el 24 de desembre de 1721: llavors passaren a ser les Escuadras de Paisanos Armados. És per tant una de les forces de policia civil més antigues d'Europa.
Després d'uns anys de cap de l'escamot de Valls, Veciana va esdevenir el cap de tota l'esquadra el 1723, any en què les esquadres es van reorganitzar i ampliar amb més efectius, un comandament que seria refermat el 1729. El 1735 va renunciar-hi per motius d'edat i aleshores el capità general va traspassar-lo al seu fill Pere Màrtir Veciana, des de llavors el comandament del cos va recaure sempre hereditàriament en la família Veciana. A la mort de Pere Anton l'any següent hi havia escamots de les Esquadres de Paisans Armats a onze poblacions (les quals els havien de mantenir): Valls, Riudoms, Piera, l'Arboç, Solsona, Amer, Santa Coloma de Farners, Sant Celoni, Falset, Torres de Segre i Figueres (Alt Empordà). Cada destacament tenia entre 5 i 9 mossos i un caporal que el dirigia; en aquella època el cap del cos tenia un rang de coronel de l'exèrcit, mentre que els caporals mossos s'equiparaven als tinents. A finals del segle hi havia 126 homes al cos.
La funció més habitual d'aquest cos policial primigeni era bàsicament la neutralització de la delinqüència comuna local dels municipis on estaven desplegats i els pobles de l'entorn. Però el seu rol principal era la persecució dels contrabandistes i homes armats perillosos en general, a qui havien de requisar les armes utilitzades indegudament. Una tercera tasca que tenien encomanada era la persecució dels caçadors furtius de les terres senyorials i d'aquells que utilitzaven reclams prohibits. De manera menys important també es dedicaven al trasllat de detinguts cap a les ciutats i a evitar la prostitució i els jocs il·legals. A més a més també es té notícia que el 1876 feien d'escorta del president de la Sala del Crim de la Reial Audiència de Barcelona vestits de paisà.

## Seglexix
El 27 de maig del 1817 el capità general Francisco Javier Castaños va aprovar el primer Reglament de les Esquadres de Catalunya, el qual en mostrava l'organització, els drets, els deures i els càstigs per desobeir o alçar la veu a un superior (que podien arribar a ser l'empresonament a l'Àfrica o 10 anys de treballs forçats). A mitjans de segle també es reglamenta l'uniforme que ja llavors incorporava el barret de copa, la jaqueta característica, les espardenyes de cinta blava i les manilles de cordó gruixut blanc.
L'any 1836 la família Veciana va renunciar al comandament de les Esquadres. Una de les actuacions més famoses de llavors va ser durant la Guerra dels Matiners, quan van afusellar el cap carlí i sacerdot Benet Tristany el 1847.
Però el fet més important d'aquella època convulsa fou l'abolició del cos el 1868 per part del general Prim, liberal que provava de reformar l'estat, a causa fonamentalment de l'adscripció monàrquica del cos i del fet que els mossos fossin fidels als municipis i les diputacions que els pagaven el sou. Havien de ser substituïts per la nova Guàrdia Civil.
Vuit anys després, amb la restauració borbònica, Catalunya va retornar a la situació anterior però no el cos. Les diputacions de Lleida, Girona i Tarragona no volien fer-se càrrec del seu manteniment, així que només es va restaurar la seva presència a la diputació de Barcelona. 182 mossos, 18 sotscaporals i 8 caporals foren instal·lats als municipis de la Garriga, la Granada, Monistrol de Montserrat, Sallent, Torelló i Sant Cugat del Vallès. A Barcelona hi havia el cap del cos i un petit destacament. En aquesta darrera ciutat tenien certa mala fama per la duresa amb què havien carregat contra els obrers, en uns temps de dures condicions de vida i manca de protecció social.

## Primer terç del segle XX
A principis del nou segle, el 1903, les poblacions que tenien un destacament eren Barcelona, Torelló, Gironella, la Garriga, Monistrol de Montserrat, Sant Quintí de Mediona i Sant Cugat. El cap del cos era un comandant, que tenia a les seves ordres 7 caporals, 25 sotscaporals i 204 mossos.
Després de la Guerra de Successió, no va ser fins al 1914 que es va fundar la primera institució governamental que volia recuperar la unitat territorial del Principat i materialitzar les seves tradicionals aspiracions d'autogovernar-se: la Mancomunitat de Catalunya, formada de la unitat de les quatre diputacions provincials. Era doncs la Mancomunitat qui mantenia les Esquadres, però en canvi ni en tenia el comandament que requeia als funcionaris centrals de la capitania general de Catalunya i del govern civil de Barcelona. Per aquest motiu diversos diputats catalans van demanar la supressió del cos. El 1923, però, es va imposar la dictadura de Primo de Rivera, la qual va abolir la Mancomunitat i va perseguir el catalanisme. El dictador (que havia estat capità general de Catalunya) va mantenir el cos.
L'uniforme del cos es va mantenir a grans trets, però seguint els corrents europeus es va canviar el barret de copa i les espardenyes per la gorra de plat i les còmodes sabates. Aquestes peces antigues es reservaren només per a les ocasions de gala. Pel que fa a les divises es mantenien les mateixes de l'exèrcit.

### Reforma de 1930
El 1930, poc abans de la proclamació de la república, el cos fou reorganitzat en tres esquadres localitzats en tres seus: la de Sallent, la de la Garriga i la de Piera, cadascuna de les quals en mans d'un capità-caporal i que cobria àmpliament les comarques del voltant. El cap del cos havia de ser un comandant, assistit per un tinent. La intenció principal dels canvis, però, era la de rellevar aquests comandaments, ja que durant la dictadura els que hi havia havien estat addictes al règim i havien utilitzat el cos en activitats polítiques. El procediment per designar-los consistia en el fet que la Diputació de Barcelona presentava diverses ternes de noms entre les quals havia d'elegir el ministre de la Guerra. Foren nomenats com a nous caps d'esquadra els capitans Frederic Escofet, i Bartomeu Muntané.
Però el cap va seguir sent encara un temps més el comandant Ignasi de Bufalà. Precisament aquest va voler continuar amb les pràctiques de vigilància de sospitosos per motius polítics (contràries al reglament vigent del cos) i aquest fou motiu d'enfrontament amb Escofet, que va informar-ne el president de la Diputació Joan Maluquer.
Escofet va descriure el cos de l'inici de la dècada de 1930 en aquestes paraules:
| «                   | A Catalunya existia una força denominada Cos de Mossos d'Esquadra, amb la missió de guarderia rural i forestal, semblant a la Guàrdia Civil, però, a diferència d'aquesta última institució, que era odiada pel poble (tot i ser admirable per la seva organització, disciplina i honestedat), pel fet que els Governs l'havien emprada sempre coma força coercitiva i de xoc contra l'oposició, en litigis polítics o socials, apartant-la de la seva veritable comesa, els Mossos d'Esquadra, emprat únicament contra bandolers o malfactors, eren respectats i estimats per tots els ciutadans. El Cos de Mossos d'Esquadra aleshores existia solament a la comarca [llegeixis província] de Barcelona i depenia de la Diputació Provincial, la qual reclutava directament el personal de tropa, però el comandament era elegit entre l'oficialitat de l'exèrcit, no importava de quina arma, a condició de ser catalana. | » |
| — Frederic Escofet. | |   |

## L'època republicana: 1931-1939

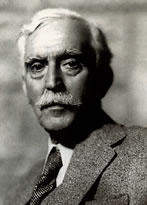
Mlt. Hble. Francesc Macià, president de la Generalitat de Catalunya (1931-1933).

El cos republicà fou i va representar uns valors completament republicans i catalanistes des d'un primer moment.
Quan el 14 d'abril del 1931 es proclama la república a Barcelona el cap del cos, el comandant Bufalà, es va dirigir a la capitania general sense donar cap instrucció als Mossos d'Esquadra tot i que era responsabilitat d'aquest cos la vigilància del palau de la Diputació des d'on s'estava fent la proclamació de Macià (que des de llavors esdevindria el Palau de la Generalitat). Fou el capità Frederic Escofet, cap de l'esquadra de la Garriga, qui en arribar a la seu del cap del cos i trobar-la buida va assumir el comandament accidental i, tot seguit, es presentà davant del president Francesc Macià per posar els mossos a les seves ordres. Macià va destituir Bufalà i el seu ajudant tot confirmant Escofet com a cap accidental. Poc després es va procedir a omplir les diverses vacants del comandament: com a cap es va nomenar el comandant Enric Pérez Farràs (com a ajudant seu el tinent asturià Cabeza), i com a cap de l'esquadra de Sallent (fugit amb la proclamació) el capità Francesc López Gatell.
Amb Lluís Companys com a nou president, els Mossos d'Esquadra es van mantenir fidels a la Generalitat durant els Fets d'Octubre del 1934, quan aquest va intentar establir de facto una república federal i fer caure el govern de dretes de Madrid, que virava cap a una tendència feixistitzant. El cop, però, estava mal organitzat i l'exèrcit espanyol va aconseguir aturar-lo. Els mossos foren desarmats i els seus caps empresonats. Se'n posaren uns de nous al capdavant dels quals hi havia el capità Lizcano de la Rosa, que dretanitzaren el cos fins que la victòria de les esquerres i del catalanisme a les eleccions del 1936 va permetre la restauració de la Generalitat.
El 18 de juliol d'aquell any, però, una revolta militar reaccionària va iniciar la Guerra Civil. L'endemà els Mossos d'Esquadra juntament amb la Guàrdia d'Assalt i, després, la Guàrdia Civil, van vèncer els revoltats durant la batalla de Barcelona, amb un paper molt destacat per part del Comissari General d'Ordre Públic Frederic Escofet. Durant la Guerra Civil el cos va passar de tenir uns 300 mossos al principi a 1000.
El bàndol republicà, però, no va poder guanyar el bàndol franquista que comptava amb l'ajut i la implicació de l'Alemanya nazi i la Itàlia feixista. El 31 de gener de 1939 els últims mossos van travessar la frontera camí de l'exili. Molts altres van morir als camps de concentració. Finalment el cos fou abolit per la dictadura de Franco.

### Projecte de reforma
Ja fou un dels objectius d'aquell primer govern català reorganitzar la seguretat del país i es va elaborar un projecte de reforma. Es va establir que en un futur els Mossos d'Esquadra es despleguessin a totes les comarques de Catalunya per fer-se càrrec de la seguretat als pobles, i en canvi destinar la Guàrdia Civil (competència de la Generalitat) a les capitals de comarca. A cadascuna hi havia d'haver el mateix nombre d'efectius de cada cos. Però finalment el projecte no es pogué realitzar a causa de la Guerra Civil i la derrota catalano-republicana. Per tant, durant els anys republicans en temps de pau l'estructura del cos fou l'adoptada a la reforma de 1930.
Pel que fa a l'uniforme durant aquesta etapa es va incorporar el senyal de la Generalitat. El cos va ampliar els seus serveis passant a protegir la residència del President, el Palau de la Generalitat de Catalunya, i a proporcionar-li l'escorta permanent.

## Refundació espanyola i Transició
Uns deu anys després, el 21 de juliol de 1951 la diputació provincial franquista de Barcelona presidida per Joaquim Buxó Dulce d'Abaigar (el marquès de Castellflorite) va rebre l'autorització del ministeri de la governació per organitzar una sección de Mozos d'Escuadra. Formada per 40 homes que provindrien sempre de l'exèrcit espanyol, la Policia Armada i la Guàrdia Civil, la secció era de naturalesa militar. Estava comandada pel capità d'infanteria Agustí García-Die i Miralles de Imperial. Les seves funcions eren bàsicament decoratives, o per fer de porters dels edificis de la diputació (entre els quals el Palau de la Generalitat). Un dels seus primers actes fou una parada militar amb motiu de la visita del general Franco. Naturalment aquesta secció no tenia res a veure amb el cos català i republicà anterior. L'any 1961 es va ampliar a 50 efectius. I l'any següent se'ls va concedir la medalla Sant Jordi per les tasques d'ajut desenvolupades al Vallès arran de les greus inundacions que aquell any van assolar Catalunya. Ja en el tardofranquisme, la diputació i la capitania general establiren el 21 d'abril com a diada patronal del cos, el "dia de les esquadres", que se celebrà per primer cop el 1976, i que avui dia es manté com a diada de celebració.
Amb la mort del dictador el 1975 marca l'inici de la transició democràtica espanyola vers un règim democràtic i la recuperació d'unes institucions catalanes d'autogovern. El 1978 tornava a Catalunya Josep Tarradellas com a president de la Generalitat a l'exili, moment en el qual s'autoritza al cos a ampliar-se fins a 100 homes. El cos, però, continuava en mans de la diputació i amb comandaments sempre provinents de l'exèrcit, per exemple el capità Beltran Gómez Alba era el nou cap des del 1977. A més a més, Tarradellas no era precisament partidari de desenvolupar un residual cos de Mossos d'Esquadra com a policia de tot el país (el projecte republicà) sinó més aviat de convertir el CNP i la GC en els cossos de la Generalitat.
Finalment el 25 d'octubre de 1980 els ministeris de l'interior i de defensa van cedir la secció de Mozos a la Generalitat, tot i que va continuar essent pagada per la diputació. Pocs mesos abans Catalunya havia escollit el seu primer president de la nova Generalitat: Jordi Pujol, el qual iniciaria la nova etapa del cos com a embrió de la nova policia democràtica del país.

## Refundació catalana

### L'època Pujol: 1980 - 2003
En un principi el president Pujol tampoc tenia massa interès a desenvolupar els Mossos d'Esquadra com a policia integral de Catalunya, però l'ombra del retorn d'una dictadura provocada per l'intent de cop d'estat de Tejero en l'anomenat 23-F de 1981 va canviar les coses. La situació de completa indefensió del Palau de la Generalitat durant el cop i la dubtosa fidelitat mostrada pel capità Beltrán Gómez Alba (cap del cos en aquell moment) van convèncer alguns membres de l'entorn de Pujol de la necessitat d'una policia inequívocament pròpia. El que aviat seria fugaçment director general de seguretat ciutadana Miquel Sellarès i altres persones començaren a debatre el fet de tenir o no una policia catalana. No obstant això en un primer moment no estava clar si s'havia de desenvolupar el cos de Mossos d'Esquadra o crear-ne un de bell nou.

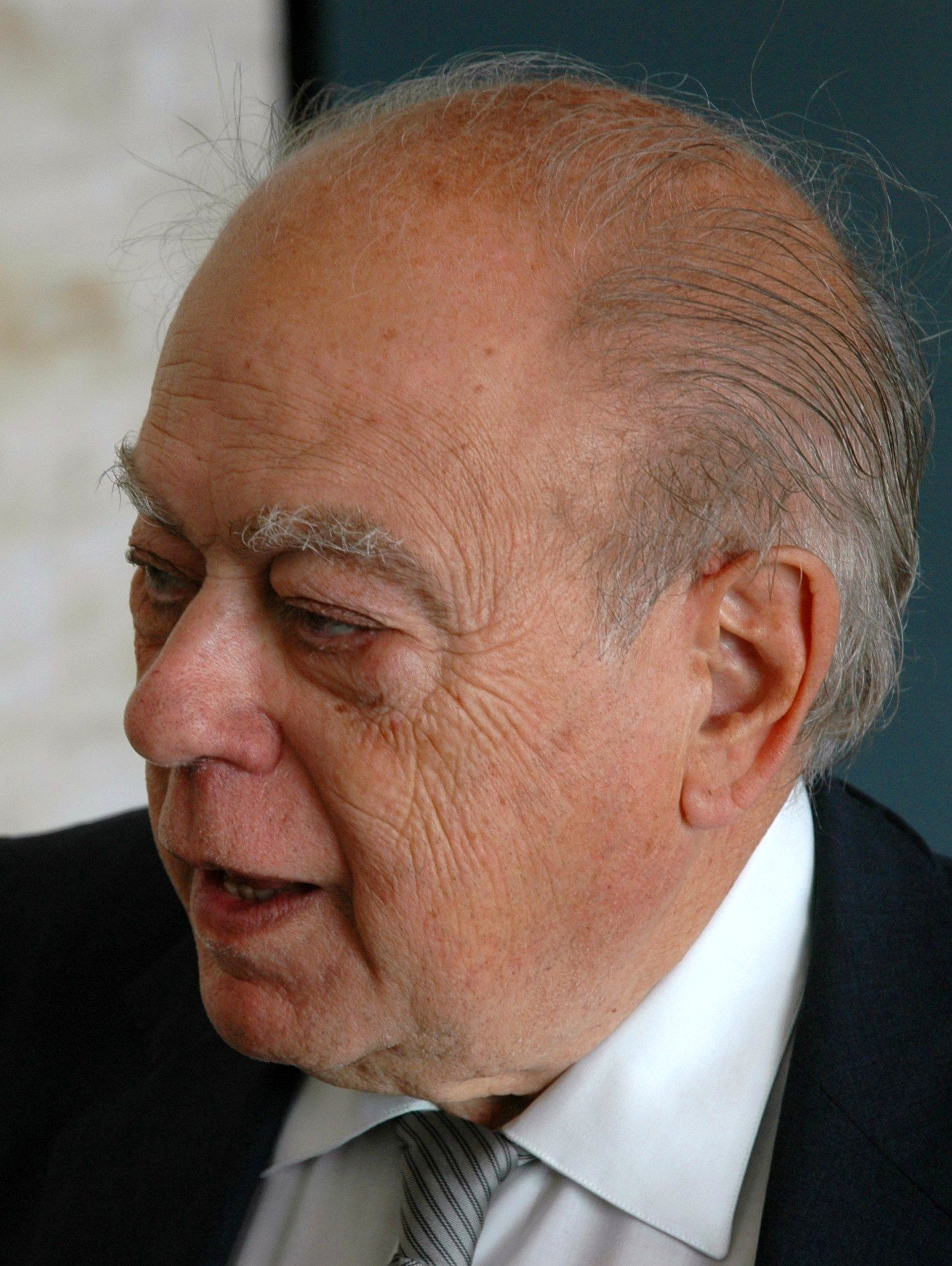
Jordi Pujol, president de la Generalitat de Catalunya (1980-2003)

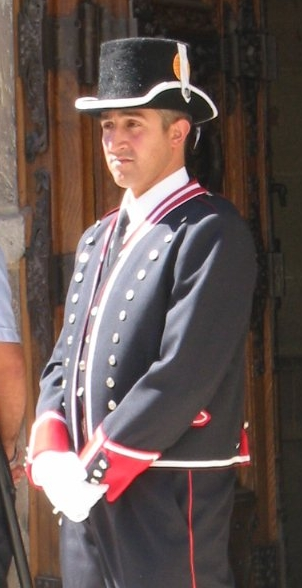
Actual uniforme de gala, inspirat fidelment en l'uniforme tradicional del.

L'any 1982 es va convocar la primera promoció de la nova Generalitat: 265 nous mossos d'esquadra que es presentarien oficialment l'11 de gener del 1984 (tot i que la convocatòria havia estat d'uns 280 aspirants) i que sumats al romanent anterior feien un total de 364 efectius. El president i el conseller Macià Alavedra van deixar que un equip pluripartidista iniciés la primera política de seguretat moderna i catalana des dels temps de la república: Sellarès (independent) com a Director General de Seguretat Ciutadana, al seu costat Lluís Renau (CiU), Jaume Bosch (PSUC) com a subdirector gral. de Coordinació de Policies Locals, Jaume Curbet (PSC) com a assessor, Ildefons Valls (PSC) com a director del Centre de Formació (la protoescola de policia), entre altres persones. En aquells temps era subdirector general de la policia l'excomissari Carles Torras; i paral·lelament Quim González dirigia el Servei d'Estudis de Seguretat, una unitat d'informació que seria coneguda com els "mortadelos". Aquells primers temps foren especialment difícils per l'ús que el govern espanyol feia de la Junta de Seguretat de Catalunya per bloquejar qualsevol avenç en matèria de seguretat catalana i l'oposició constant del governador civil de Barcelona Ferran Cardenal als Mossos d'Esquadra. A més a més, Sellarès, seria cessat del càrrec el 3 de febrer del 1984 per unes polèmiques paraules sobre Tarradellas, i substituït per Lluís Renau.
Finalment va ser el 14 de juliol del 1983 quan el Parlament de Catalunya va refundar oficialment el cos com a policia de Catalunya amb l'aprovació per unanimitat de la Llei 19/1983. El febrer del 1984 la Generalitat obria comissaries a Tarragona, Lleida i Girona; i l'uniforme emprat fins llavors va passar a ser l'uniforme de gala (llevant-ne la simbologia franquista) i es va adoptar un nou uniforme operatiu més adequat. En aquell moment, però, els graus eren encara els de mosso, caporal i sergent, i el cap del cos continuava sent un militar de l'exèrcit. Poc després, el 1985, es va crear l'antiga Escola de Policia de Catalunya (avui l'Institut de Seguretat Pública de Catalunya).
Aquell mateix 1985 es va produir un segon fet que acceleraria el desenvolupament del cos: Durant la diada de Sant Jordi el 23 d'abril la policia espanyola va dissoldre molt violentament una concentració feminista a favor de l'avortament; i poc després grups independentistes van reunir-se per cridar consignes en contra de l'exèrcit. Els enfrontaments van durar fins passades les deu de la nit. L'actitud excessiva dels policies recordava la repressió del règim de feia pocs anys, i això va motivar que la majoria dels partit catalans demanessin el traspàs de l'ordre públic a la Generalitat; i de fet dies després el Parlament va aprovar una proposició no de llei que demanava al govern que desenvolupés un pressupost per a l'any següent per tal de desenvolupar els Mossos d'Esquadra i les policies locals.
Després d'una breu estada d'Agustí Bassols, la conselleria de governació fou assumida per Josep Gomis el juliol del 1988; i també a la direcció del cos hi va haver alguns canvis: el director Lluís Renau va marxar per ser substituït per Francesc Gordo, qui al seu torn també seria substituït el novembre del 1989 per Antoni Cruells. Gomis va aconseguir desbloquejar la convocatòria de la tercera promoció (que entraria a l'Escola el 1989) i el 1990 va signar amb el govern espanyol els acords per delimitar les funcions dels seus cossos i dels Mossos. L'any 1991 el cos policial va dur el seu primer cas d'assassinat per encàrrec judicial, el referent a la mort de la transsexual Sònia. La vigilància del sistema penitenciari fou la primera competència que van assumir íntegrament els Mossos d'Esquadra: el traspàs va començar el '1989 i va acabar el 1993. Entremig es va obrir la seu central operativa a la comissaria del carrer Bolívia el maig del 1992. La celebració aquell any dels Jocs Olímpics de Barcelona va suposar un gran impuls en la formació de diverses especialitats del cos, objectiu que es va aconseguir enviant prèviament molts mossos a estudiar en centres policials de diversos països com ara EUA o Alemanya.
Pocs mesos després dels jocs hi va haver un nou canvi a la conselleria: Maria Eugènia Cuenca fou la primera consellera que es feu càrrec dels cossos de seguretat i tenia la missió de posar en marxa una llei de policia. Una de les seves primeres accions fou destituir el cap militar dels Mossos d'Esquadra, el comandant Josep Peris, per les serioses sospites que passava informació sobre el president Pujol i per l'enfrontament que mantenia amb el director Cruells. Per primera vegada el cap operatiu del cos va passar a ser temporalment un mosso d'esquadra de la confiança de Pujol: el llavors sergent major David Piqué. Cruells, però, també fou substituït com a director general de seguretat ciutadana per Xavier Pomés i Abella. A partir de llavors es va començar a impulsar realment el desenvolupament d'una policia catalana: El juny de 1994 es nomenava cap operatiu el policia nacional Joan Unió (qui a l'escala interna arribaria al grau de major) i l'11 de juliol el Parlament aprovava la Llei 10/1994 de la Policia de la Generalitat-Mossos d'Esquadra. El 17 d'octubre d'aquell any la Junta de Seguretat de Catalunya, va arribar a un acord sobre el model policial de Catalunya acceptant el desplegament de la policia catalana i el replegament de les forces i cossos de seguretat espanyols. No obstant això es va reservar per a aquests determinades competències que encara avui desenvolupen.
El 1995

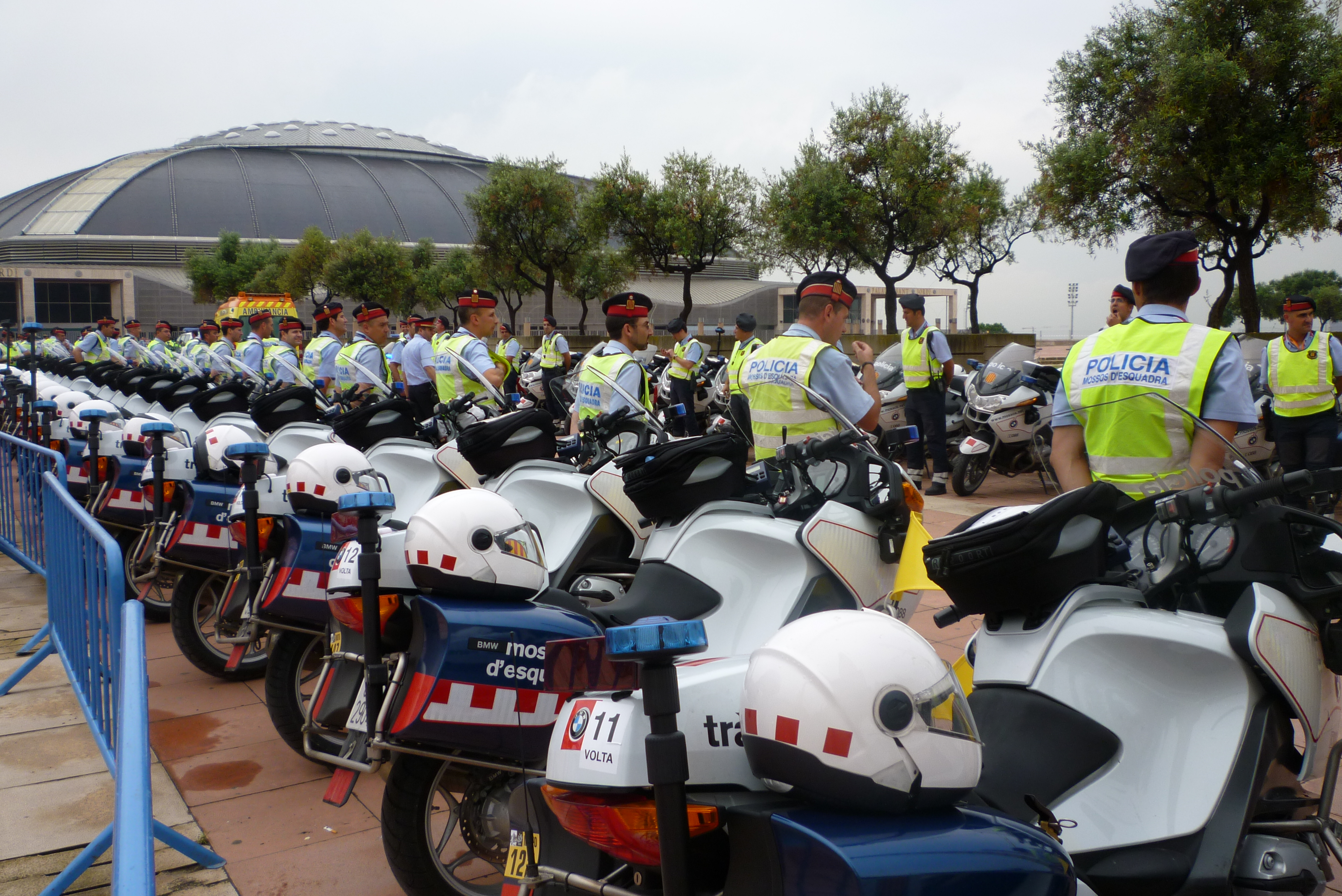
Formació d'agents de trànsit.

Xavier Pomés i Abella fou ascendit a conseller i a l'abril del 1996 va nomenar Xavier Martorell nou director general (després que Jordi Serra exercís el càrrec durant un any). Durant el seu mandat els mossos van estructurar la seva primera Divisió Central d'Investigació (l'actual DIC), la Divisió d'Afers Interns el 1998, la Divisió Operativa de Recursos Humans el mateix any (l'actual Divisió de Planificació, Qualitat i Ordenació Professional) i la Divisió de Trànsit el 1997. En aquella època tingué lloc el pacte del Majestic entre el PP (que governava al govern espanyol en minoria parlamentària) i CiU, gràcies al qual el maig del 1998 es va traspassar la competència del trànsit a la Generalitat. Llavors va començar un període de substitució de la Guàrdia Civil que va completar-se el desembre de l'any 2000. Durant l'etapa de Pomés els Mossos van passar de la Conselleria de Governació a una nova Conselleria d'Interior creada el 1999 i sota el mateix conseller. Finalment durant l'últim any de la presidència de Pujol la consellera responsable d'aquesta cartera fou Núria de Gispert entre el 2002 i el 2003.
En una altra ordre de coses, el 1997 el govern va establir el 22 d'abril com la data oficial del Dia de les Esquadres, un dia abans del que s'havia establert el 1976. Tot i la pràctica coincidència de les dates el govern va escollir el 22 d'abril perquè fou aquest dia de l'any 1982 en què la Generalitat havia acceptat la transferència de l'antiga secció de "mozos de esquadra" de la Diputació de Barcelona mitjançant el decret 93/1982. Avui dia aquesta diada està dedicada a concedir les condecoracions al mèrit policial de la Generalitat a aquells mossos, policies locals i ciutadans que s'hagin destacat actuant de manera rellevant.

### L'època dels tripartits 2003 - 2010

#### Legislatura de Montserrat Tura
Amb el primer canvi del partit governamental el desembre del 2003, els Mossos d'Esquadra van passar a ser encapçalats per la consellera d'interior Montserrat Tura, del PSC. En aquesta legislatura es va mantenir l'estructura implantada ja l'últim any per l'anterior govern de tenir una secretaria de seguretat pública que englobés tots els organismes de seguretat (Mossos, Bombers, Protecció Civil, el Servei Català de Trànsit…). Per a aquest càrrec el nou govern va nomenar Joan Delort, qui fins llavors havia estat el director del SCT, on va ser substituït per Rafel Olmos. El comandament directe del cos va recaure a Jordi Samsó com a director general de seguretat ciutadana. El juny del 2005 CiU va acusar la nova consellera de preparar una depuració política dels Mossos d'Esquadra arran de l'aparició d'un informe anomenat Actuacions dels 100 primers dies on assenyalava fins a 26 comandaments per ser apartats. Tura va admetre que coneixia l'existència del document però que no li donava crèdit ni sabia qui l'havia fet.

#### Legislatura de Joan Saura
Amb la reedició del segon Tripartit o Govern d'Entesa l'any 2006, el departament d'Interior va passar a mans del conseller Joan Saura, d'IC-V, dins d'un ampli conglomerat de responsabilitats englobades en una Conselleria d'Interior, Relacions Institucionals i Participació. Aquella legislatura fou especialment convulsa per les males relacions entre el cos i el conseller i per altres tibantors personals. Com a secretari de Seguretat va continuar Joan Delort, però en conflicte permanent amb el nou secretari general de la conselleria: Joan Boada. Durant els primers tres anys Rafael Olmos fou nomenat nou director general de la policia. El 2007 va dimitir el major Joan Unió, que fins llavors havia estat el màxim cap uniformat de la policia catalana; fou substituït pel comissari Josep Milán com a subdirector operatiu de la policia. També fou aquell 2007 quan el cos va assolir l'actual estructura funcional de quatre comissaries generals, nou regions policials i deu divisions a partir d'una reforma general del cos amb el decret 243/2007.
Però si per alguna cosa va destacar la legislatura 2006-2010 fou pels escàndols de les càmeres de vídeo a les comissaries, en què es gravaren i filtraren a la premsa suposats maltractaments policials (alguns dels quals posteriorment foren descartats per la justícia quan es confirmaren que eren simples immobilitzacions). Poc després tindria lloc la primera gran manifestació del cos de Mossos d'Esquadra en què es va reivindicar la dignificació i objectivació de la tasca policial, i durant la qual es va exigir la dimissió del conseller Saura i del secretari general Boada.
El següent trasbals fou el cessament d'Olmos el març del 2009, per les càrregues dels antiavalots en una manifestació d'estudiants del dia 18 en què (després que la capçalera s'enfrontés al cordó policial) es va produir una càrrega que va colpejar també els periodistes. A partir de llavors les funcions de la direcció de la policia van ser assumides interinament per Joan Delort la resta de la legislatura.
Un dels punts de fricció més importants fou el projecte de Codi Ètic elaborat pel que fou fiscal Carlos Jiménez Villarejo, que el conseller Saura va voler imposar en contra de l'opinió de la majoria del cos. Quan es conegué el projecte públicament, els sindicats van denunciar que en realitat no es tractava d'un codi deontològic, ja que tenia forma de llei invasiva i que a més en trepitjava d'altres, El 26 d'abril de 2010 el Consell de la Policia, format a parts iguals pels sindicats policials catalans i membres del departament d'Interior, va rebutjar per una àmplia majoria la proposta de Codi d'Ètica: La votació fou secreta i Joan Delort va ser el dipositari dels vots de dos membres del Consell, una acció que va ser interpretada com a partidària del bàndol majoritari dels "no". Del total de 32 membres: 23 vots foren negatius, només 4 vots foren afirmatius, hi hagué 2 abstencions, 1 vot en blanc i 2 absències que no havien delegat el vot. En qualsevol cas entre els 23 que rebutjaven el text fou evident que hi havia també diversos alts càrrecs del departament. La proposta fou finalment desestimada amb l'arribada del nou govern de la Generalitat d'Artur Mas.
Malgrat tot plegat, en aquells anys es va assolir la fita d'inaugurar el Complex Central Egara com a nou quarter general de la policia catalana, al municipi de Sabadell.

### Felip Puig al cap de la Conselleria d'Interior
El desembre de 2010 Felip Puig va prendre possessió del càrrec com a Conseller d'Interior. Duran el seu mandat els mossos han estat envoltats de polèmica. El primer incident fort va ser durant el desallotjament del Moviment 15-M a la Plaça Catalunya el 27 de maig de 2011. També van generar molta polèmica la mesura presa per alguns col·lectius de Mossos d'Esquadra el gener de 2012, que pretenien utilitzar únicament el castellà com a protesta laboral, o l'actuació dels mossos durant la vaga general europea de 2012, on una persona va perdre la visió d'un ull i un menor va ser ferit greu a Tarragona, i van provocar que a principis de 2013 s'introduís el Número Operatiu Policíac (NOP), que hauria de ser visible al dors de l'uniforme.

### Josep Lluís Trapero al capdavant dels mossos
Josep Lluís Trapero Álvarez va ser comissari en cap entre 2013 i 2017, fins a l'abril de 2017 en que va ser nomenat major, el de màxim responsable policial de la policia catalana, i que va desaparèixer quan es va jubilar el major Joan Unió. Durant el seu lideratge van investigar els atemptats de Catalunya de 2017 i van dur a terme accions policials no violentes per fer complir l'ordre de la jutgessa del TSJC, que manava evitar el Referèndum sobre la independència de Catalunya de 2017 i requisar qualsevol tipus de material per a dur-lo a terme, així com tancar i precintar els col·legis electorals. Així, els agents d'aquest cos clausuraren i precintaren fins a 227 col·legis.

### Aplicació de l'article 155. Lluís Ferran López al capdavant dels mossos
El 28 d'octubre de 2017, el Govern d'Espanya, en virtut de l'article 155 de la Constitució Espanyola va cessar Josep Lluís Trapero Álvarez i Pere Soler i Campins, director general dels Mossos, encausats per un presumpte delicte de sedició, i el ministre de l'Interior de l'estat Juan Ignacio Zoido va nomenar com a substitut el comissari dels mossos Ferran López.
Durant l'aplicació de l'article 155 de la Constitució espanyola de 1978 el cos dels Mossos d'Esquadra va passar a dependre directament del ministre Juan Ignacio Zoido i foren comandats pel comissari Ferran López, pròxim a Trapero i perfil conciliador, que ha estat destacat pel paper clau que va jugar per evitar que el cos fou tutelat per un comandament d'un altre cos policial.

### Miquel Esquius al capdavant dels mossos
Un es va posar fi l'aplicació de l'article 155 i Quim Torra fou elegit president de la Generalitat, el conseller d'Interior Miquel Buch va cessar a López i va nomenar al comissari Miquel Esquius, que va estar nou mesos a el front de el cos, fins que el va rellevar Eduard Sallent el 2019.

### Eduard Sallent al capdavant dels mossos
En la seva etapa al capdavant dels Mossos, Eduard Sallent ha hagut de lidiar l'octubre del 2019 amb les protestes contra la sentència del judici al procés independentista català, en les que es van detectar conductes de possible mala praxi entre els agents antiavalots durant les mobilitzacions, com la concentració i desallotjament de l'aeroport de Barcelona, les manifestacions i aldarulls als carrers del centre de la ciutat i el tall a la Jonquera. La seva actuació va provocar un cisma entre el president Torra i la cúpula de la policia catalana que li va acabar costant el càrrec a Buch. L'auditoria a l'actuació dels Mossos d'Esquadra en les protestes postsentència van resultar en 34 investigacions i 50 agents implicats.
A principis del seu mandat es va canviar la identificació dels mossos, el número d'operatiu policial (NOP) de nou dígits a una combinació alfanumèrica de sis caràcters per facilitar la seva memorització, per les queixes de manifestants i col·lectius socials que han volgut denunciar les actuacions d'alguns antidisturbis. Des d'octubre de 2020 els antiavalots de l'Àrea de Brigada Mòbil hauran de dur el NOP també en les armilles protectores que impedeixen que es visualitzi el número d’identificació professional (TIP). El NOP s'incorpora també a la part davantera de l’armilla protectora (fins ara només anava a la part posterior) i als dos laterals del casc.

### Restitució de Trapero al capdavant dels Mossos
El 21 d'octubre de 2020 fou absolt de tots els càrrecs, i tres setmanes després, fou restituït oficialment al capdavant dels mossos pel conseller Miquel Sàmper.

### Conflictes interns durant la conselleria de Joan Ignasi Elena
El conseller republicà Joan Ignasi Elena, el 20 de desembre de 2021 anuncià la destitució del major Josep Lluís Trapero com a responsable de cos de Mossos d'Esquadra, al·legant manca de confiança, i fou substituït pel comissari Josep Maria Estela. El 17 d'octubre de 2022 Elena va destituir Estela després de nou mesos de càrrec rellevant-lo pel número 2 del cos, Eduard Sallent, per desavinences de lleialtat entre ambdós comandaments, motivant la reprovació d'Elena pel Parlament el 24 de novembre amb els vots a favor de PSC, Vox, Cs i PP.
El juliol de 2024 la ertzaintza va assumir el control de l'ordre públic i la integritat de les persones i el patrimoni als aeroports i ports bascos, que exercien la Guàrdia Civil i el Cos Nacional de Policia, una competència que el govern de Pere Aragonès va acordar també per als Mossos d'Esquadra però no es va materialitzar per la convocatòria d'eleccions.

## Fotografies històriques

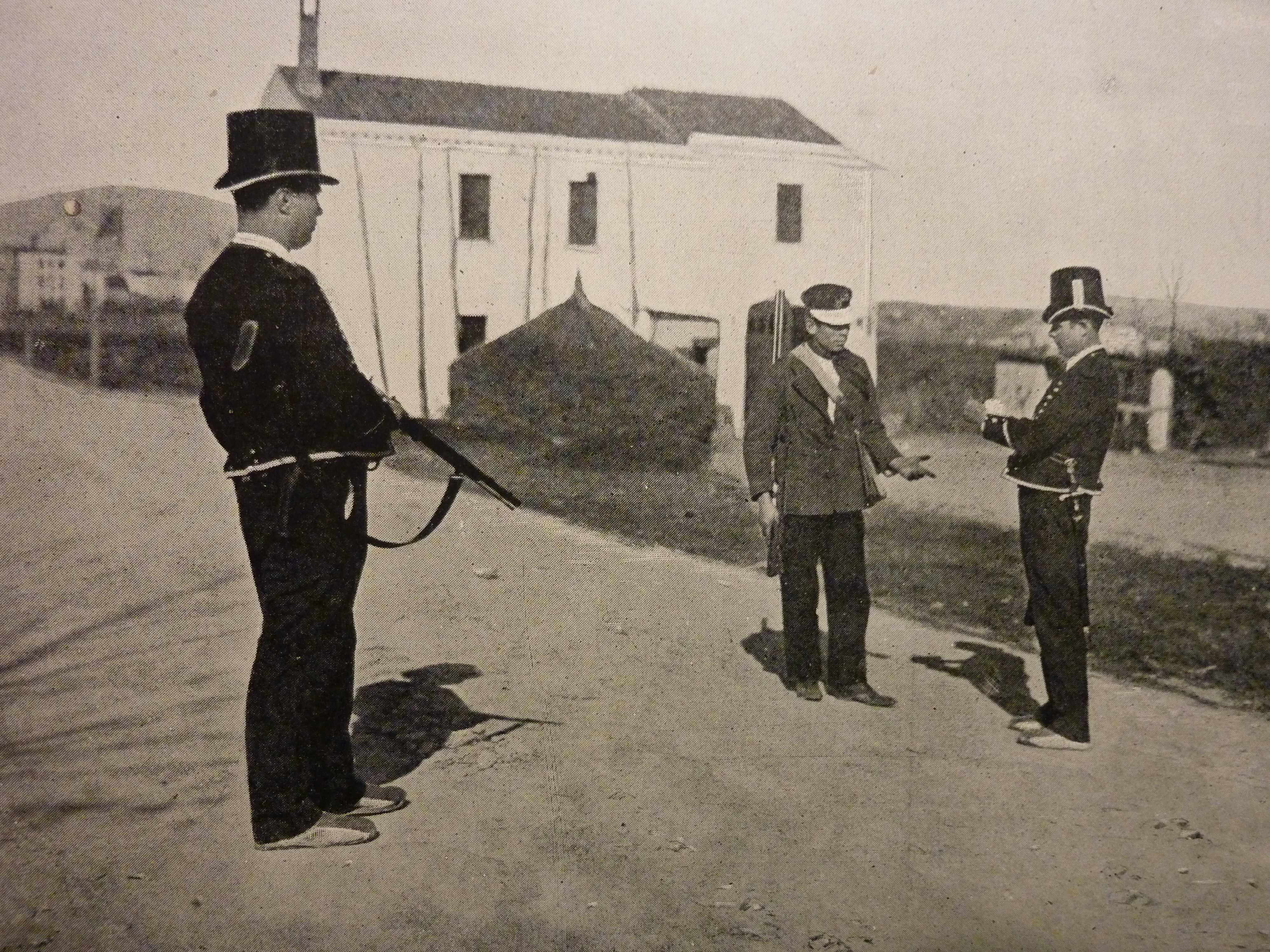
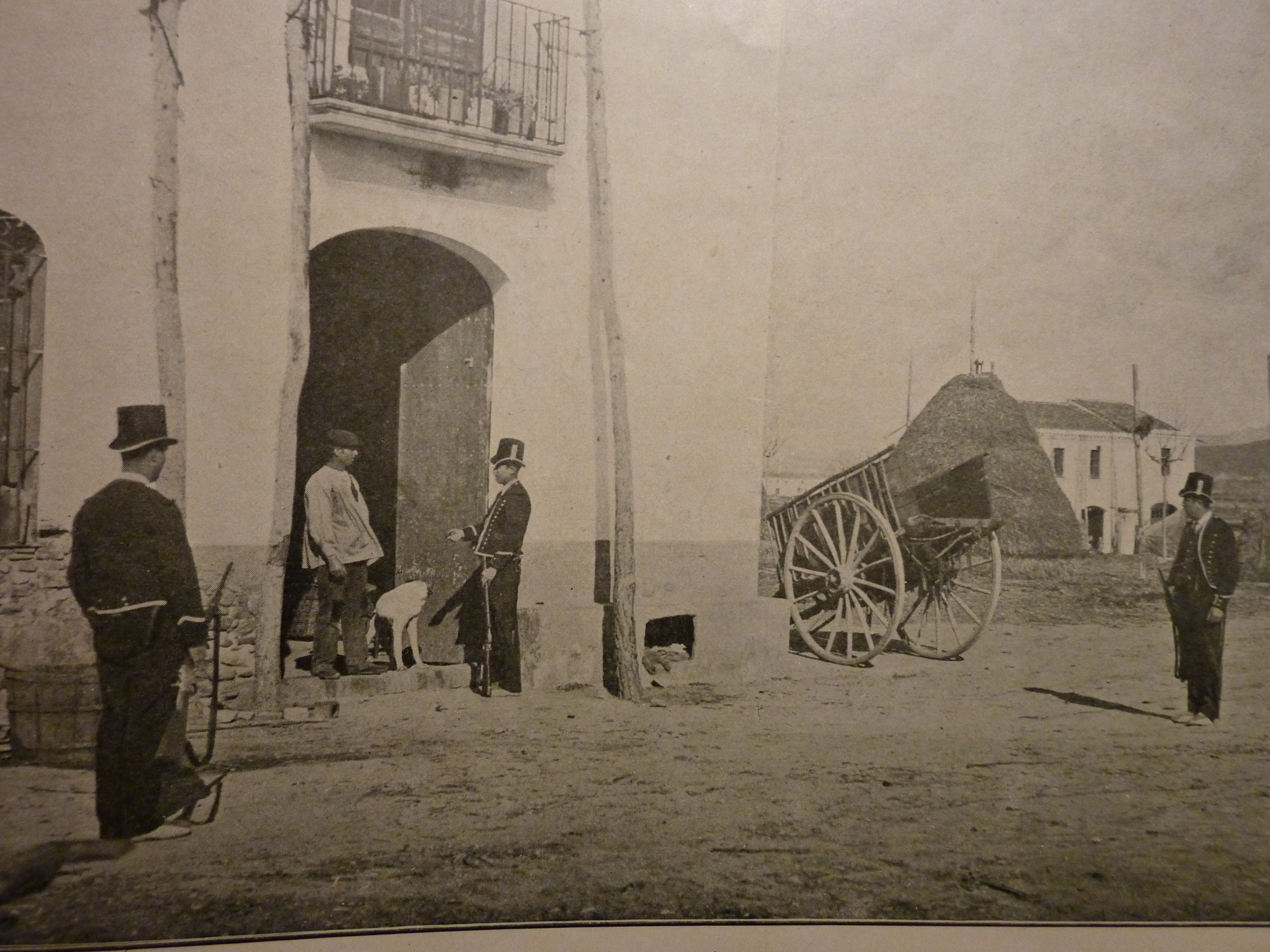
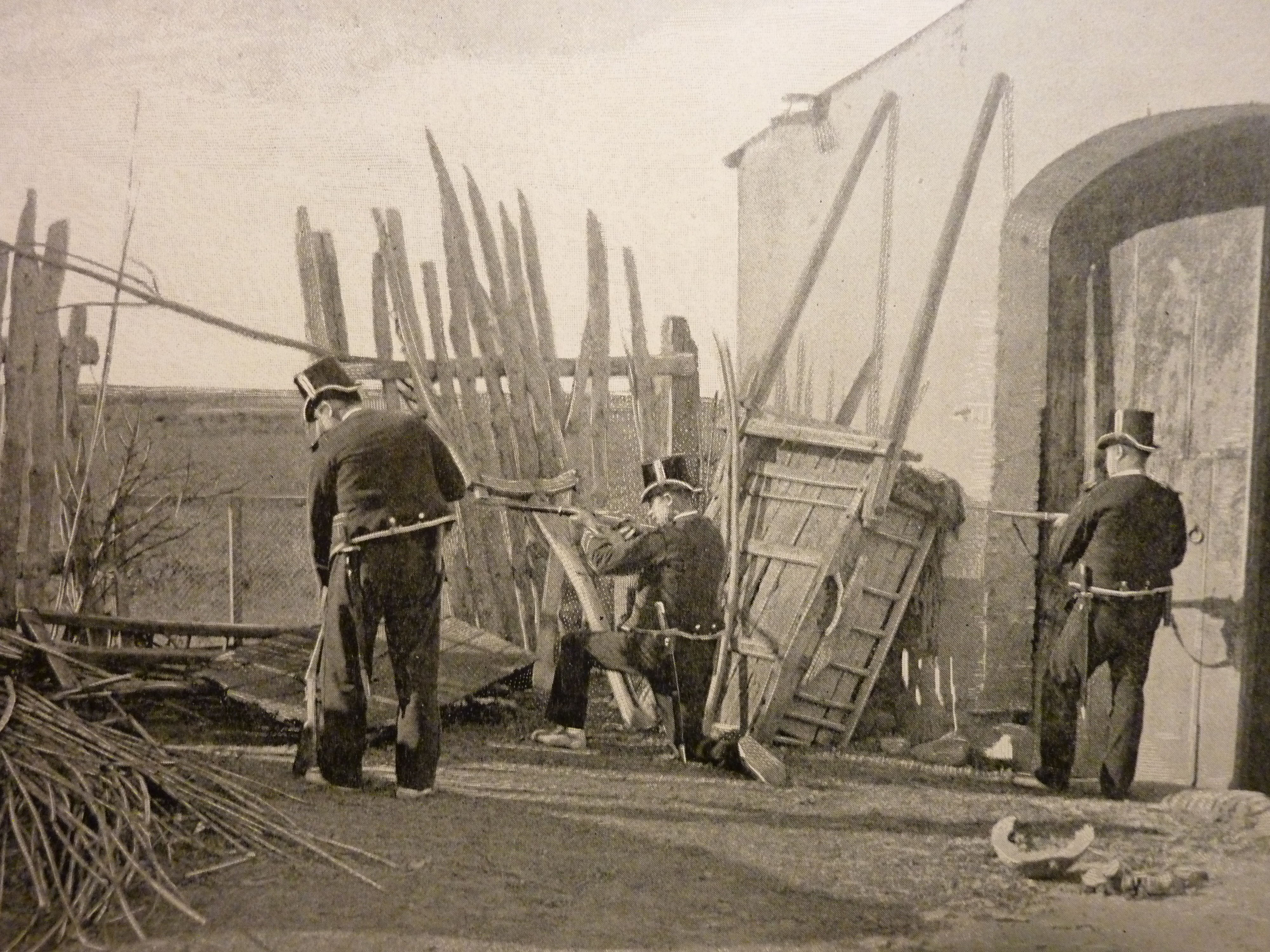
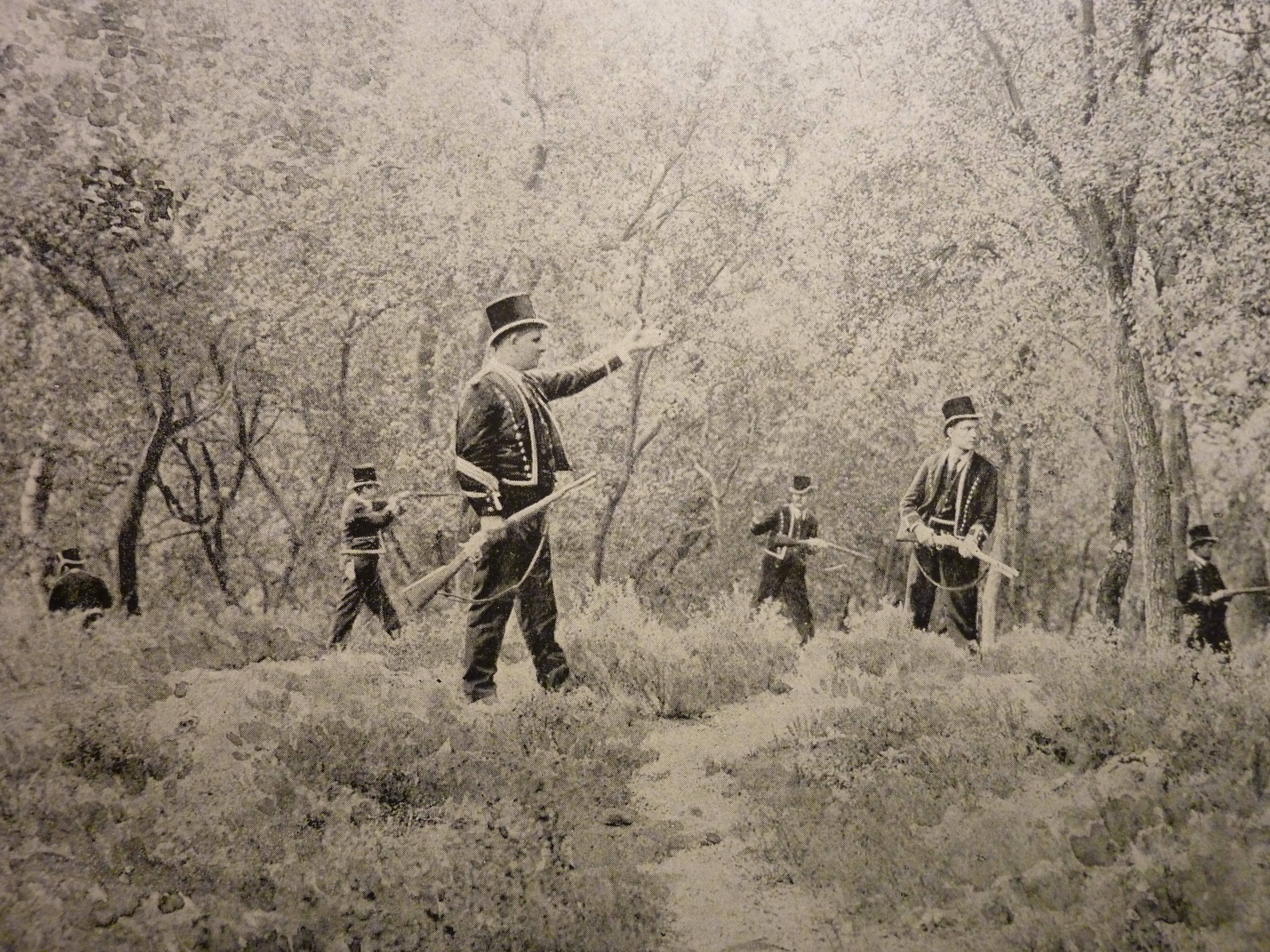
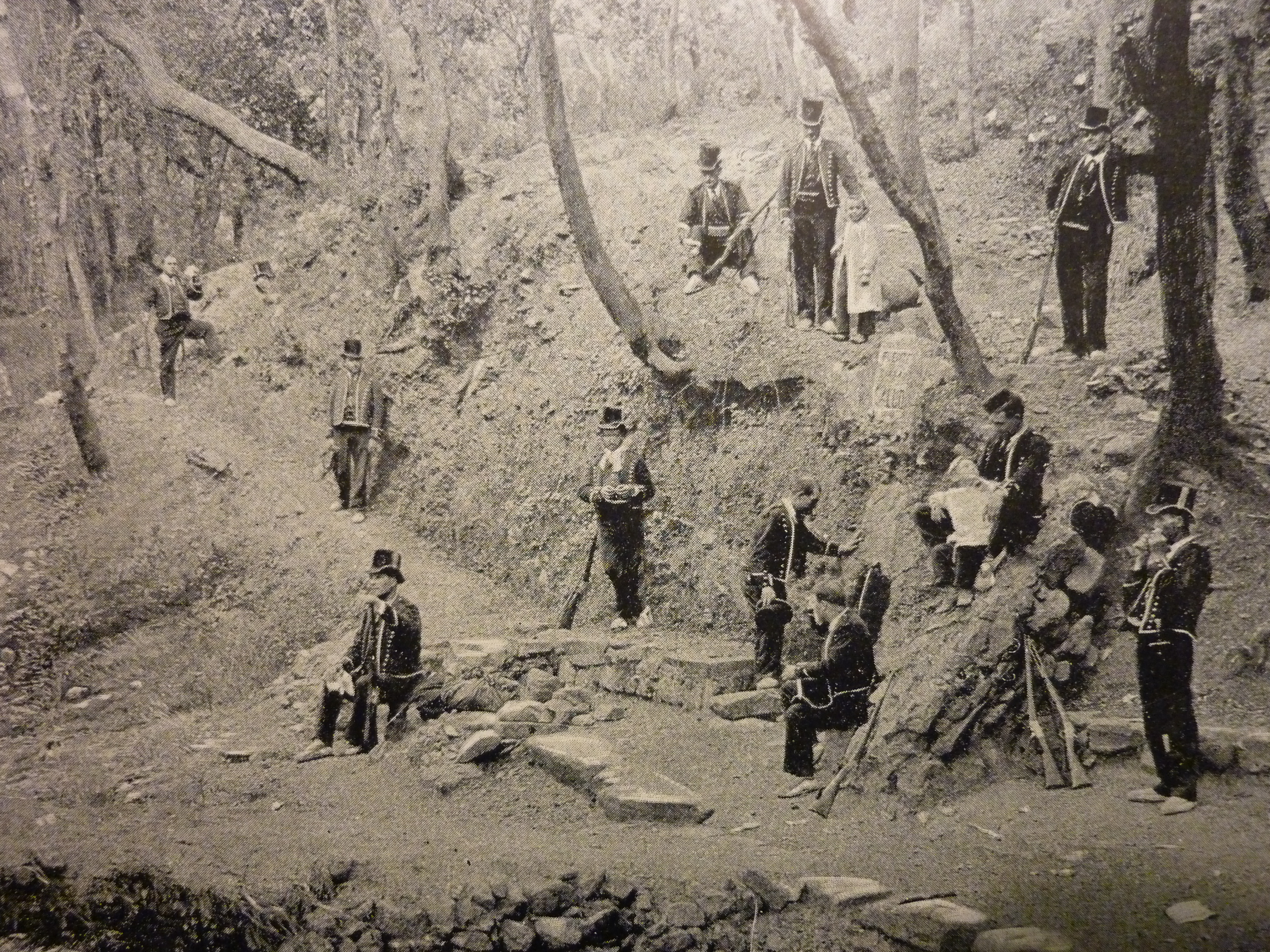
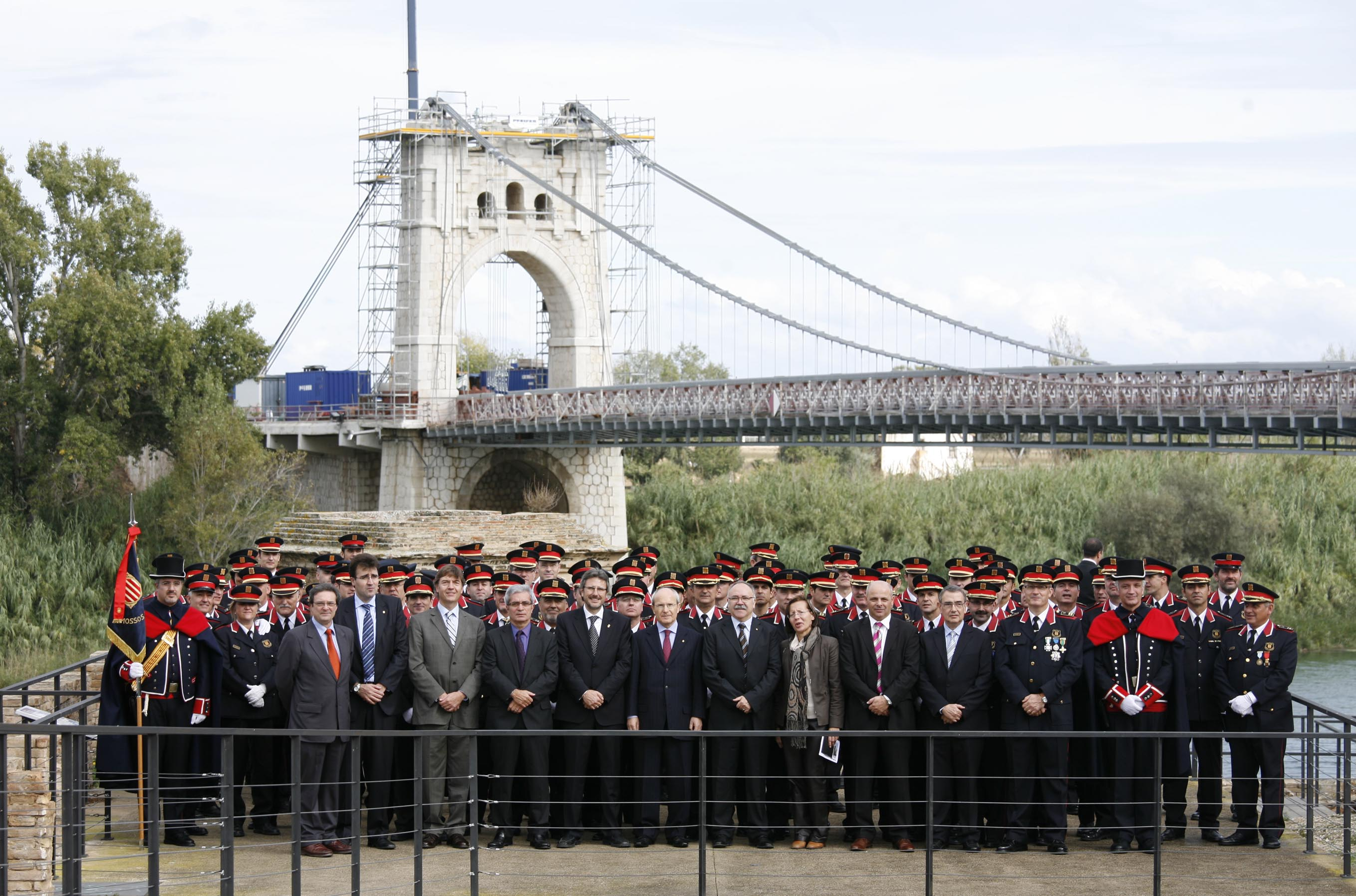

### Govern socialista
Amb el govern socialista de la Quinzena legislatura, en 2024 el Departament va canviar el seu nom per el Departament d'Interior i Seguretat Pública, sent la consellera Núria Parlon, que va nomenar Josep Lluís Trapero com a director general de la Policia i Miquel Esquius com a cap dels Mossos d'Esquadra. El govern d'Illa va rebutjar que els Mossos d'Esquadra assumissin les competències sobre el control de l'ordre públic i la integritat de les persones i el patrimoni als aeroports i ports que va acordar el govern anterior.